# Carbon (langage de programmation)
Pour les articles homonymes, voir Carbon.
Carbon est un langage de programmation à usage général créé par Google pour remplacer le C++, présenté pour la première fois au public par Chandler Carruth lors de la conférence CppNorth en juillet 2022,,.
Le langage est conçu pour corriger plusieurs défauts du C++ mais fournit par ailleurs un ensemble de fonctionnalités similaires. Les principaux objectifs du langage sont la lisibilité et "l'interopérabilité bidirectionnelle", pour éviter toute barrière linguistique comme pour Rust. Le langage sera conçu et développé sur GitHub. Comme dans le processus de normalisation ISO utilisé par C++, les modifications apportées au langage seront vraisemblablement décidées par consensus de la communauté.
Le langage est développé en tant que projet libre et open source sous la licence Apache (version 2).

## Exemples
Le programme "Hello, world!" en Carbon  
```
package
 
sample
 
api
;
    

fn
 
Main
()
 
->
 
i32
 
{

    
Print
(
"Hello, world!"
);

    
return
 
0
;

}

```

Voici le code correspondant en C++:  
```
#include
 
<iostream>
    

int
 
main
(){

    
std
::
cout
 
<<
 
"Hello, world!"
;

    
return
 
0
;

}

```